# Отаџбинска српска странка (Црна Гора)
Отаџбинска српска странка (ОСС) је српска политичка странка у Црној Гори. Основана је почетком 2009. године. Залаже се за унапређење положаја српског народа у Црној Гори. Приликом оснивања, за предсједника странке је изабран Александар Стаматовић, а за потпредсједника Аћим Вишњић, некадашњи високи функционери Српске радикалне странке у Црној Гори.
Назив странке се у јавности понекад наводи и у колоквијалном облику: Српска отаџбинска странка.

## Дјелатност
На скупштинским изборима који су Црној Гори одржани 2009. године, странка је наступила самостално, освојивши 2446 гласова (0,74%), што није било довољно за добијање посланичких мандата. На скупштинским изборима који су  Црној Гори одржани 2012. године, ОСС је наступила у оквиру коалиције под називом Српска слога, којој су припадале и неке друге опозиционе странке: Народна странка, Српска листа, Српска радикална странка и Демократски центар Боке. Коалиција је освојила укупно 5275 гласова (1,45%), што није било довољно за улазак у парламент. Странка је самостално или у коалицији са другим партијама учествовала на локалним изборима у појединим општинама.
Странка је заузела критички став према стварању шире опозиционе коалиције грађанског усмјерења под називом Демократски фронт (2012), указујући на ранију антисрпску дјелатност појединих чланица те коалиције. Током наредних година, странка се фокусирала на питања која се тичу заштите права Српске православне цркве у Црној Гори. Почетком 2018. године, Александар Стаматовић је као председник ОСС указао на непостојање сарадње међу српским политичким чиниоцима у Црној Гори, упозоривши тим поводом на опасност од даље разградње српског политичког и националног идентитета у тој држави.